# 聖化 (プロテスタント)
聖化（英語:Sanctification、ギリシア語:ハギアスモス（希: άγιασμος、hagiasmos）とは、聖霊の働きによって人間が罪から救われ、神の聖性にあずかり、聖なるものとされること。プロテスタントでは、キリストの贖いに依り頼んで、義とされた（義認、成義）信仰者が、聖と義との神の御像に変貌されてゆく、転機をも含む過程である。カトリックでは成聖という。
日本のメソジストの間では、聖潔(きよめ)という言葉を用いる(聖潔の友など)。

## 概説
ローマ・カトリック教会で教えているように、「ハギアゾー」（ἁγιάζω hagiazo：ハギオス〔άγιος、hagios〕の動詞形）は「聖別する」の意味があるが、時代が進むにつれて「ハギアゾー」に相当するヘブル語は「純化する」という意味も帯びてきた。
「ハギアスモス」は「聖化（Sanctification）」と訳されるとともに、「ホーリネス・聖め」（Holiness）とも訳されている。前者のように翻訳する場合は、聖とする過程に強調点が置かれ、後者のように訳すときには、聖とする過程の結果、そこに生じた聖い状態に強調点がある。「ハギアスモス」の語は、この双方の概念を含む。
人にとって「聖」は、「聖化・聖とする過程」の結果生じた状態であるが、「神の聖」は、本質的なもので「ハギアスモス」ではなく、もう一つの同系語「ハギオテース」によって表され、区別されている。

## ウェスレアン神学（メソジズム）における聖化
「聖化」は生涯的な過程であるが、ジャン・カルヴァンの神学を発展させた改革派神学では、その過程は地上では終わることがなく、肉体の死をもって完成されると説く。またルーテル神学では、聖霊の働きにより、キリストに伴い、人の力ではまったく近づくことのできない賜物を受けさせることを聖化という。それらに対して、聖化の過程を重視しつつ、その途上のある一点に、瞬時的な「全的聖化」（Entire Sanctification）の転機的な経験があると説くのが、ウェスレアン神学である。ここに「全的」とは、ジョン・ウェスレーの説く「キリスト者の完全」における「完全」同様、限定的な意味合いにおいてであって、瞬時的な経験をもって「きよめ」に関するすべての問題が解決するのではない。その後にも「聖化」の過程は継続するのである。「全的」とは、アダム以来の課題である生来の罪の腐敗性・「肉」の性質・罪（単数のSIN）が、きよめられた人の心中から放逐されたと言う意味において、アダムの堕罪との関連においてその影響感化を考える時、「全的」なのである。近年、この「全的」、「全き」との語が誤解を与えるとの理由で、転機的なきよめを「全的聖化・Entire Sanctification」と呼ばず「実効的な聖化・Effective Sanctification」と称する聖書学者も出てきている。
従来、ウェスレーの完全論は、個人主義的な敬虔主義運動とみなされてきたが、教会論的、キリスト論的構造を持ったものという見解もある。
人の罪へ傾く性質は、生来の腐敗性から来るのみならず、その個人の過去の生き方、さらに、気質といった面を含めるならば、家系といった家族的な過去にも関わっているとされる。この面での罪への傾き易さを、アダム以来の人類の罪への傾き易さ「生来の罪の腐敗性」と区別して「取得された罪の腐敗性」と呼ぶ。漸進的聖化の過程は、この後者がもたらす課題の「聖化」に関わることであると理解できる。
それは他の表現を用いるならば、人格の歪みからの「きよめ」であり、キリスト教信者が、愛においてイエス・キリストの身の丈までに成長するまで、信仰に応じて継続的になされる聖霊による業である。この面での「聖化」は生涯的なもので、地上において完成されることはない。ウェスレアン神学における聖化論の特徴は、この過程と転機的経験との釣り合いにある。